# Hindoegeschriften
Hindoegeschriften zijn de teksten uit de literaire traditie van het hindoeïsme. Aan de basis hiervan staan de Veda's die behoren tot de shruti, wat wordt gehoord. Deze zijn direct door het goddelijke aan zieners of rishi's geopenbaard. Daar tegenover staan de smriti's, zich herinneren, die door mensen zijn gecomponeerd als de Vedanga, de epische Itihasa, de Purana's en de Dharmasoetra's. Veel teksten zijn commentaren op oudere teksten die met de tijd archaïsch werden en uitleg nodig hadden voor het modernere publiek. De oude werken zijn geschreven in het Prakrit en later vooral het Sanskriet.
De Veda's bevatten geen complete mythologie. De hindoeïstische mythologie werd pas ten volle vastgelegd in de aanvullende geschriften (shastra's), de Purana's, de literatuur van de verschillende hindoeïstische sekten, en de Itihasa, de grote epen Mahabharata en Ramayana. De Purana's bevatten daarnaast de hymnen en rituele voorschriften voor de verering van individuele goden. Er bestaan achttien grote en achttien kleine (upa-) Purana's. De belangrijkste is de Bhagavata Purana of Srimad Bhagavatam, het verhaal van de fortuinlijke – Krishna – de avatar van de god Vishnu. De Itihasa vormen individuele geschiedenissen in de vorm van twee grote epen. De Ramayana is het verhaal van de Vishnu-avatar Rama en de Mahabharata beschrijft het verhaal van de Bharata-oorlog onder de Kuru's. De Kali Yuga, het ijzeren of politieke tijdperk van de redetwist, werd door deze oorlog ingeluid. Het bekendste deel van de Mahabharata is de Bhagavad Gita, waarin de hindoeistische ethiek gebaseerd op de concepten van dharma en karma is hierin uiteengezet.

## Datering en overlevering
Datering van van vroege teksten is moeizaam, ook omdat er in India lange tijd een orale traditie bestond, zelfs nadat het schrift al lange tijd geïntroduceerd was. Veel oude teksten zijn gevormd gedurende eeuwen met vele onbekende auteurs die regelmatig conflicterende inzichten toevoegden.
De orale traditie werd in stand gehouden omdat de Veda's alleen voor tweemaal-geborenen (dvija) toegankelijk waren en daarom pas na lange tijd op schrift werden gesteld. Die traditie had tot gevolg dat bij vedische scholen (charana's) die hun aanhang verloren ook hun recensies (shakha's) verloren ging. Dit gold ook toen teksten op schrift werden gesteld, aangezien nog lang gebruik werd gemaakt van palmbladmanuscripten die vergankelijk van aard waren en afhankelijk waren van kopiisten.

## Veda's
De Veda is een complex en zeer uitgebreid werk dat is samengesteld gedurende eeuwen en lange tijd alleen mondeling werd doorgegeven, ook nadat het schrift was ingevoerd. Deze teksten gelden als de absolute en eeuwige waarheid, aangezien zij op openbaring berustten en alleen tweemaal-geborenen deze mochten aanhoren. De Veda bestaat uit de Rig-Veda, de Atharva-Veda, de Yajur-Veda en de Sama-Veda. Alle vier Veda's bevatten een verzameling hymnen, deze samhita's zijn het oudste deel van de Veda en maken deel uit van de vroegste overgeleverde poëzie in de wereld. De daaropvolgende brahmana's beschrijven de exegese van rituelen, een belangrijk onderdeel van het vroege brahmanisme. De upanishads en aryanka's zijn filosofische verhandelingen.
De vroegste Veda is de Rig, waarbij het vroegste deel de Rigveda-Samhita is. De Samaveda is grotendeels gebaseerd op de Rigveda, maar hier is de tekst op muziek gezet. De Yajoerveda bevat de formules die worden voorgedragen tijdens een offer (yajna), terwijl de Atharvaveda rituelen uit de tradities van genezing en magie bevat.

### Samhita's
De samhita's werden archaïsch voor het publiek dat vele eeuwen na het ontstaan hiervan leefde en daartoe werden de brahmana's toegevoegd waarin uitleg wordt gegeven bij de samhita's en de offerrituelen uiteen worden gezet. De oude samhita's ontstonden in het vijfstromengebied Punjab rond de Indus in het noorden van Zuid-Azië in een pastorale samenleving die vooral leefde van de veeteelt. De rol van de goden is hier nog groot, al is al in de Rig-Veda een twijfel aan de goden te zien en een zoektocht naar de oergrond achter deze goden.

### Brahmana's
In de brahmana's verminderde de angst voor de goden, aangezien deze door brahmanistische rituele offers (yajna's) in toom gehouden kunnen worden. De drie doelen van het vedische leven (trivarga) waren dharma (normen), artha (rijkdom) en kama (plezier). De verschuiving van de focus naar de brahmana's en de rituelen ging ten koste van de deva's, de goden uit de Rigveda-Samhita. Dit ging gepaard met de opkomst van de brahmanen, de priesters die met hun rituelen de goden moesten bedwingen. Zij verkregen steeds meer de belangrijkste positie in de maatschappij ten koste van de kshattriya's, de krijgers en heersers, overigens zonder wereldlijke macht naar zich toe te trekken. Mogelijk hing deze verandering van positie samen met de overgang van een semi-nomadische krijgerssamenleving naar een agrarische samenleving. Onder de heersers vielen de vaishya's, de handelaren en landbouwers, en daaronder de shudra's, de arbeiders en dienaren. Mogelijk waren deze laatsten de nakomelingen van de oorspronkelijke bevolking die nu onder de Indo-Ariërs viel. Zij mochten dan ook niet deelnemen aan de hindoeïstische initiatierite van upanayana. De dalits vielen zelfs buiten het kastenstelsel met zijn vier varna's dat gedurende deze periode zo vorm begon te krijgen. Gedurende deze periode ontwikkelden zich de begrippen Brahman en Atman tot belangrijke concepten binnen het hindoeïsme en de hindoeïstische filosofie.

### Aranyaka's
Het derde deel van de Veda's zijn de aranyaka's of woudgeschriften die duiding geven bij de offers en al een meer filosofische inslag hebben. Het zijn de voorlopers van de upanishads die een belangrijke revolutie in religieus denken betekenden.

### Upanishads
De upanishads ontstonden ten tijde van een urbanisatie en individualisering van de samenleving, waarbij het lijden een belangrijke plaats kreeg, terwijl het polytheïsme in belang afnam. Er is niet altijd een scherpe overgang en zo zijn upanishads soms onderdeel van samhita's of brahmana's. In de upanishads heeft het begrip Brahman zich ontwikkeld tot het onpersoonlijke Absolute waaruit alles ontstaat, niet gebonden aan tijd (kala), ruimte (desa) en causaliteit (nimitta), dit in tegenstelling tot de goden. Atman had zich ondertussen ontwikkeld tot de diepste zelf en de upanishads stelden dat beide een waren. Daarnaast vormde zich hier een nieuw idee van wat er na de dood gebeurt. Vanaf deze tijd werden samsara, karma en moksa centrale begrippen in de Indische filosofie en religie. De eeuwigdurende cyclus van dood en wedergeboorte van samsara is daarbij afhankelijk van karma – hoe men zich gedragen heeft in het eerdere leven. Hoewel goed gedrag daarmee een verbetering op kan leveren, blijft het lijden altijd een gegeven en daarom is het streven van verlossing of moksa het belangrijkste doel van de purusartha.
In de upanishadische periode was het gebied ondertussen uitgebreid tot de Ganges en ontwikkelden zich voor het eerst sinds de Indusbeschaving weer steden. In deze steden werd de onderlinge solidariteit de familiebanden ten dele vervangen door een solidariteit tussen de klassen. De janapada's, kleinere stamgebieden waarin leiders voortkwamen uit stam- en familieverbanden, vormden zich tot grote (maha) gebieden, de zestien mahajanapada's, elk geleid door een koning met elk een eigen hoofdstad. Deze centralisatie ging gepaard met een toenemende handel waardoor een handelaarsklasse kon ontstaan. De verschuiving van de macht van een raad van stamhoofden naar een koning, de urbanisatie en het ontstaan van een koopmansklasse bracht een individualisering teweeg die ook gevolgen voor de religieuze beleving. Het leven als lijden kreeg een belangrijke plaats, terwijl het polytheïsme in belang afnam. Eerder lag de nadruk op de natuurlijke omstandigheden waarin de mens moest zien te overleven, maar in een steeds meer gestratificeerde samenleving groeide de ongelijkheid. In andere samenleving ontstonden in gelijke omstandigheden religies die hier een rechtvaardigheid voor boden in het hiernamaals. De brahmanen konden hier maar een beperkt antwoord op vinden. Zij vormden een gesloten groep die hun kennis en daarmee macht over de geestelijke wereld voor zichzelf hielden en vooral mondeling overbrachten. Dit systeem verkreeg een zekere starheid en gerichtheid op uiterlijke rituelen die onvoldoende voorzag in de eisen van de nieuwe samenleving. Zo ontstond een mystieke tegenbeweging van wereldverzaking op zoek naar het innerlijk en de verlossing van deze cyclus. Dat betekende overigens niet dat er sprake was van een volledige overgang. Buiten de stedelijke gebieden waar de nieuwe onzekerheden geen rol speelden, bleef er behoefte aan de oude vormen. Dit kon spanningen veroorzaken tussen de stedelijke elite en de landelijke bevolking. Hoewel eerder al upanishads gevormd waren, ontstonden de belangrijkste in deze periode. In deze geheime teksten is een vroege filosofische bespiegeling te vinden over de aard van de wereld en de mensen en over wat er na de dood gebeurt. Het begrip Brahman had zich ontwikkeld tot het onpersoonlijke Absolute waaruit alles ontstaat, niet gebonden aan tijd (kala), ruimte (desa) en causaliteit (nimitta), dit in tegenstelling tot de goden. Atman had zich ondertussen ontwikkeld tot het diepste zelf. Waar deze ontwikkeling al eerder was begonnen, werd in de upanishads de conclusie getrokken dat beiden een waren. Elke persoon heeft wel een eigen vorm, maar heeft dezelfde essentie. De echte overkoepelende werkelijkheid is Brahman die zich in personen als Atman manifesteert. Dit overkoepelende komt ook naar voren in de Maha Upanishad. Een belangrijke revolutie in religieus denken die voortkomt uit de upanishads is dat wat er na de dood gebeurt. Vanaf deze tijd zijn samsara, karma en moksa centrale begrippen in de Indische filosofie en religie. Samsara is daarbij de eeuwigdurende cyclus van dood en wedergeboorte. Aangezien er sprake is van zielsverhuizing bij de wedergeboorte, is men afhankelijk van karma – hoe men zich gedragen heeft in het eerdere leven. Het loont dus om een goed leven te leiden, want dan wordt men opnieuw geboren als goede. Dit betekende echter niet dat men hiermee echt geholpen was, aangezien de upanishads het leven vooral als lijdensweg zien. De moksa of verlossing uit de eeuwigdurende cyclus geldt daarom als belangrijkste doel van goed leven. Daarbij verdwijnt de individuele ziel in de universele ziel zoals een rivier verdwijnt als deze in zee uitmondt. De uitbreiding van de drie doelen van het leven met moksa maakte van de trivarga de caturvarga of purusartha.
In de Mundaka Upanishad werden de vier Veda's neergezet als apara, de lagere vorm van de twee wijsheden tegenover para, de hogere wijsheid. De Upanishads verwierpen de Veda's niet zoals de niet-orthodoxe scholen zouden doen, maar plaatsen deze wel op een duidelijk lager plan dan de wijsheid van het weten van Atman en Brahman. Een radicale verandering is die tussen de waardering voor het dorpsleven (grama) tegenover de wildernis (aranya). In de vedische wereld bestond er van de laatste een negatief beeld, terwijl onder meer de Prasna Upanishad en de Mundaka Upanishad stellen dat dit de enige weg naar moksa is, terwijl bij het dorpsleven de cyclus van samsara in stand blijft. De verwarring is terug te vinden in de Mahabharata, waar de zieners, de rsi's, aan Brahma vragen welke dharma nu gevolgd moet worden.
|                  | Vroege Veda's                                                               | Upanishads                                                                       |
| ---------------- | --------------------------------------------------------------------------- | -------------------------------------------------------------------------------- |
| Teksten          | Veda's met Brahmana's en Aranyaka's                                         | Upanishads                                                                       |
| Geloof           | Vele goden                                                                  | Brahman                                                                          |
| Focus            | Deze wereld                                                                 | Spirituele wereld                                                                |
| Primaire waarden | Trivarga: dharma (deugd, normen), artha (succes, rijkdom) en kama (plezier) | Moksha (verlossing), samen met de trivarga vormt dit de caturvarga of purusartha |
| Nadruk op        | Gemeenschap                                                                 | Individuele zoekende                                                             |
| Belangrijk       | Rituelen                                                                    | Kennis                                                                           |
| Belangrijk       | Gebed                                                                       | Meditatie (yoga)                                                                 |
| Samsara          | Niet genoemd                                                                | Fundamenteel probleem                                                            |
| Karma            | Niet belangrijk                                                             | Essentieel                                                                       |
| Bestaan          | Nadruk op pluralisme                                                        | Nadruk op non-dualisme                                                           |
| Bestaan          | Leven is een strijd                                                         | Geweldloosheid (ahimsa)                                                          |
| Zelf             | Dit lichaam en deze geest                                                   | De Atman die Brahman is                                                          |
| Goddelijkheid    | Delen in goddelijkheid                                                      | Goddelijk zijn                                                                   |
| Universele orde  | Rtam                                                                        | Dharma en karma                                                                  |
| Astika-school    | Mimamsa                                                                     | Vedanta                                                                          |

### Charana's
Gedurende het ontstaan van de Veda's breidde het gebied van de Indo-Ariërs zich uit van het vijfstromengebied Punjab rond de Indus naar het oosten tot de Ganges. De Veda's werden samengesteld door families van brahmana's die zich specialiseerden in specifieke rituelen. Hieruit vormden zich verschillende vedische scholen (charana's) met elk een eigen recensie (shakha), waarbij de Yajoerveda veruit de meeste shakha's kende, al zijn de meeste daarvan niet overgeleverd. Daarmee is voor veel shakha's een regio aan te wijzen waarin deze domineerde.
Ondanks de kritiek vanuit de upanishads werden deze tijdens de klassieke periode onderdeel van de Veda's en werden zelfs voor een groot deel van de hindoes het belangrijkste deel daarvan. Gedurende deze periode groeide de kritiek tegen de geheime rituelen met de offers en werden de Veda's verworpen door skeptische bewegingen, maar vooral materialistische bewegingen. Dit werden de nee-zeggers, of nastika's, waarbij voor het eerst duidelijk historische filosofen naar voren komen, veelal kshatriya's in plaats van brahmanen. Dit alles had een brahmanistische tegenreactie tot gevolg waarbij de kritiek van de nastika's gepareerd werd door de astika's. Ook onderling was er de nodige kritiek en daarmee was dit een rijke filosofische periode waarin de negen belangrijkste darsana's gevormd werden. De zes belangrijkste astika-scholen, vaak in drie paren genoemd, zijn:
- nyaya - vaisheshika
- samkhya - yoga
- mimamsa - vedanta

Van deze scholen hebben samkhya, yoga en vedanta de grootste invloed gehad. De drie nastika-scholen zijn charvaka, het boeddhisme en het jaïnisme.
Voor de meerderheid gold daarbij dat de centrale ideeën van samsara, karma en moksa niet ter discussie stonden, maar wel verschilden de scholen in hoe hiermee om te gaan. Daarbij zijn twee richtingen te onderscheiden die allebei in meer of mindere mate terug zijn te vinden bij alle scholen, het onderscheid tussen denken en doen. Volgens de ene richting is het lijden te wijten aan onvoldoende begrip en kan alleen het verwerven van de juiste gnosis of kennis uitkomst bieden. De andere richting stelt het menselijke handelen en de intenties de juiste weg zijn, wat bereikt wordt met zelfbeheersing en ascese.
Zo is de Veda gevormd tot een complex en zeer uitgebreid werk dat is samengesteld gedurende eeuwen en lange tijd alleen mondeling werd doorgegeven, ook nadat het schrift was ingevoerd. Deze teksten gelden als de absolute en eeuwige waarheid, aangezien zij op openbaring berustten en alleen tweemaal-geborenen deze mochten aanhoren. Daarbij zijn er diverse scholen of charana's  met elk hun eigen recensies of shakha's.
|             |               |                         | Veda's                              | Veda's                                               | Veda's                                      | Veda's                                   | | Het gebied tijdens de laat-vedische periode |
|             |               | Shakha (Recensio)       | Samhita                             | Brahmana                                             | Aranyaka                                    | Upanishad                                | Shrautasoetra | Het gebied tijdens de laat-vedische periode |
| Rigveda     | Rigveda       | Sakala                  | Rigveda-Samhita ca. 1200 v.Chr.     | Aitareya-Brahmana ca. 800 v.Chr.                     | Aitareya-Aranyaka                           | Aitareya-Upanishad                       | Asvalayana-Shrautasoetra | Het gebied tijdens de laat-vedische periode |
| Rigveda     | Rigveda       | Vaskala                 | Rigveda-Samhita ca. 1200 v.Chr.     | Kausitaki-Brahmana of Sankhayana-Brahmana            | Kausitaki-Aranyaka of Sankhayana-Aranyaka   | Kausitaki-Upanishad                      | Sankhyana-Shrautasoetra ca. 500 v.Chr. | Het gebied tijdens de laat-vedische periode |
| Samaveda    | Samaveda      | Ranayaniya - Kauthuma   | Samaveda-Samhita                    | Pancavimsa-Brahmana ca. 800 v.Chr. Sadvimsa-Brahmana |                                             | Chandogya-Upanishad                      | Latyayana-Shrautasoetra Drahyayana-Shrautasoetra | Het gebied tijdens de laat-vedische periode |
| Samaveda    | Samaveda      | Jaiminiya of Talavakara | Samaveda-Samhita                    | Jaiminiya-Brahmana                                   | Kena-Upanishad Jaiminiya-Upanishad-Brahmana | Jaiminiya-Shrautasoetra                  | | Het gebied tijdens de laat-vedische periode |
| Yajoerveda  | Krsna (Zwart) | Taittiriya              | Taittiriya-Samhita ca. 900 v.Chr.   | Taittiriya-Brahmana                                  | Taittiriya-Aranyaka                         | Taittiriya-Upanishad                     | Baudhayana-Shrautasoetra ca. 600 v.Chr. Vadhula-Shrautasoetra ca. 600 v.Chr. Bharadvaja-Shrautasoetra Apastamba-Shrautasoetra Hiranyakesin-Shrautasoetra Vaikhanasa-Shrautasoetra | Het gebied tijdens de laat-vedische periode |
| Yajoerveda  | Krsna (Zwart) | Kathaka                 | Katha-Samhita ca. 900 v.Chr.        | Katha-Brahmana                                       | Katha-Aranyaka                              | Katha-Upanishad                          | Kathaka-Shrautasoetra | Het gebied tijdens de laat-vedische periode |
| Yajoerveda  | Krsna (Zwart) | Maitrayani              | Maitrayani-Samhita ca. 900 v.Chr.   |                                                      |                                             | Maitri-Upanishad                         | Manava-Shrautasoetra Varaha-Shrautasoetra | Het gebied tijdens de laat-vedische periode |
| Yajoerveda  | Sukla (Wit)   |                         | Vajasaneyi-Samhita ca. 700 v.Chr.   | Satapatha-Brahmana ca. 700 v.Chr.                    |                                             | Isa-Upanishad Brhadaranyaka-Upanishad    | Katyayana-Shrautasoetra ca. 300 v.Chr. | Het gebied tijdens de laat-vedische periode |
| Atharvaveda | Atharvaveda   | Saunaka Paippalada      | Atharvaveda-Samhita ca. 1000 v.Chr. | Gopatha-Brahmana                                     |                                             | Mundaka-Upanishad Mandukya-Upanishad ... | Vaitana-Shrautasoetra | Het gebied tijdens de laat-vedische periode |

### Sub-Veda's
Er zijn daarnaast ook nog sub-Veda's, zoals de Ayurveda die over de geneeskunst gaat, Gandharva Veda geeft de muziek met raga's weer en Sthapatya Veda geeft oerprincipes voor bouwkunst van woningen in meerdere verdiepingen en steden. Deze hebben geen religieuze inhoud.

## Vedanga
Ter ondersteuning van de studie van de Veda's en de uitvoering van de rituelen vormde de Vedanga zich, de ledematen van een Veda. Deze hulpwetenschap bestaat uit zes disciplines:
- shiksha, fonetiek en fonologie van het Sanskriet
- chandas, prosodie, studie van het metrum van de Veda's
- vyakaran, grammatica van het Sanskriet, waarvan het bekendste werk Ashtadhyayi is van Panini dat de basis legde voor het klassieke Sanskriet. Het bekendste commentaar hierop is Mahabhasya van Patanjali
- nirukta, etymologie, met als een van de grondleggers Yaska
- kalpa, rituele aanwijzingen in de Kalpasoetra's die onder te verdelen zijn in:
  - de Srautasoetra's die de vedische rituelen betreffen
  - de Grhyasoetra's die de huishoudelijke rituelen beschrijven
  - de Dharmasoetra's waarin uiteen wordt gezet aan welke dharma of regels men zich moet houden. Uit deze laatste vormde zich een eigen genre, de Dharmashastra
- jyotisha, astrologie

## Epische literatuur
De Mahabharata en de Ramayana zijn de twee grote epische werken in het Sanskriet. De smriti-werken worden samen wel Itihasa genoemd, terwijl de Ramayana ook wel wordt aangeduid als kavya of poëzie. Vooral de Mahabharata heeft een opvoedende functie met een centrale rol voor dharma. Beide werken werden gevormd in een eeuwen durend proces en noemen elkaar dan ook in latere delen.
De belangrijkste recensies van de Mahabharata zijn de noordelijke en de zuidelijke. Centraal staat de Kurukshetra-oorlog die wordt uitgevochten tussen twee takken van een familie, de Kaurava's en de Pandava's. Het is toegeschreven aan Vyasa, maar het werk is duidelijk niet van een enkele auteur.
Ook de Ramayana kent als de twee belangrijkste recensies een noordelijke en zuidelijke variant, waarbij binnen de noordelijke versie weer onderscheid te maken is tussen een noordoostelijke, noordwestelijke en westelijke. Hierin staat Rama centraal. Deze prins van Kosala wordt met zijn broer Lakshmana en zijn vrouw Sita verbannen door toedoen van zijn stiefmoeder Kaikeyi. Nadat Sita wordt ontvoerd door Ravana, de koning van Lanka, trekt hij ten strijde. Hij weet haar te redden en keert daarna terug naar Ayodhya om daar koning te worden. Het werk wordt traditioneel toegeschreven aan Valmiki, maar kent vele varianten, ook buiten India.

## Purana's
Vyasa zou ook de Purana's (Sanskriet voor oud of antiek) geschreven hebben, maar ook dit zijn werken van meerdere auteurs uit verschillende tijden. De achttien belangrijkste zijn de Mahapurana's met daarnaast nog achttien secundaire, de Upapurana's, en nog vele andere. Elke Purana zou vijf onderwerpen moeten behandelen, de pancha-lakshana's:
- sarga, de schepping van de aarde
- pratisarga, de herschepping van de aarde
- manvantara, de cycli van de verschillende Manu's
- vamsha, genealogie van de goden en rishi's
- vamshanucharitam, beschrijving van de dynastieën

Niet alle Purana's houden zich hier echter strikt aan en beperken zich ook niet tot deze onderwerpen. Aanvullende onderwerpen omvatten gewoonten, ceremonies, offers, festivals, taken van elke kaste, schenkingen, de bouw van tempels en bedevaartsoorden, waarmee het een encyclopedisch karakter verkreeg. Dit bracht met zich mee dat de inhoud regelmatig bijgewerkt moest worden, volgens een proces van Upabrimhana. Het was daarmee een belangrijk medium om brahmaanse gewoontes door te geven, maar tegelijkertijd werden andere invloeden hiermee geabsorbeerd, daarmee bijdragend aan de vorming van het hindoeïsme. De Puruna's zijn allemaal zeer sektarisch en gewijd aan onder meer Shiva en Vishnoe. De populairste Purana is de Bhagavata Purana. Daarbij spreken de Purana's elkaar nogal eens tegen, zodat vele verschillende opvattingen verdedigd kunnen worden vanuit een bepaalde Purana.

## Dharmashastra
Het begrip dharma komt al voor in de Rigveda en in minder mate in de latere Veda's, maar was daar nog geen centraal begrip. Het vormde zich hier wel van fundatie van het heelal tot de heersende macht en uiteindelijk tot een begrip tussen normen en de wet in. Binnen de nieuwe religies van het jaïnisme en het boeddhisme kreeg het een centrale plaats, vooral onder Asoka. Het brahmanisme bleef daarbij niet achter en vormde de Dharmashastra, de dharma-literatuur of -wetenschap.
Er wordt daarbij wel onderscheid gemaakt tussen drie fases, waarbij de laatste twee elkaar deels overlappen. Wanneer de eerste fase begon, is niet meer na te gaan, aangezien deze werken verloren zijn gegaan. Kane schatte dat er zo'n honderd vroege werken zijn geweest. Daarvan zijn er tien overgeleverd, waarvan de eerste vier de Dharmasoetra's zijn van Apastamba, Gautama, Baudhayana en Vasishtha. De andere werken worden meestal aangeduid als dharmashustra of zelfs kortweg smriti en zijn van Manu, Yajnavalkya, Narada, Vishnoe, Parashara en Vaikhanasa. Dit zijn niet de werkelijke auteurs, maar rishi, wijzen of zelfs goden. Het was gebruikelijk dat werken werden toegeschreven aan belangrijke personen uit het mythische verleden en verleende de teksten een bepaald gezag (pramana). Deze fase liep tot halverwege de tweede helft van het eerste millennium.
De tweede fase begon rond deze tijd en bestond uit commentaren (bhashya's) op de vroege werken. Zo zijn onder meer commentaren op de Manusmriti overgeleverd van Bharuci en Medhatithi, op de Yajnavalkyasmriti van Visvarupa en op de Naradasmriti van Asahaya. Dit zette zich door tot ver in de koloniale periode.
De derde fase begon rond de twaalfde eeuw met de nibandha's. Dit zijn encyclopedische werken over alle aspecten van dharma, waaronder Krtyakalpataru van Lakshmidhara en Smriticandrika van Devanna Bhatta.